# 9-й хорватський гірський корпус СС
9-й хорватський гірський корпус СС (нім. IX. Waffen-Gebirgs-Armeekorps der SS) — гірський корпус військ СС за часів Другої світової війни.

## Райони бойових дій
- Хорватія (червень — грудень 1944);
- Угорщина (грудень 1944 — лютий 1945).

## Командування

### Командири
- групенфюрер СС Карл-Густав Зауберцвайг (нім. Karl-Gustav Sauberzweig) (21 червня — 5 грудня 1944);
- обергрупенфюрер СС Карл Пфеффер-Вільденбрух (нім. Karl Pfeffer-Wildenbruch) (5 грудня 1944 — 11 лютого 1945).

## Нагороджені корпусу
Нагороджені корпусу
|  | Кавалери Золотого Німецького Хреста                                     | 3                                                                 |
|  | Категорія:Кавалери Лицарського хреста Залізного хреста з Дубовим листям | 1 (№723 обергрупенфюрер СС Карл Пфеффер-Вільденбрух — 01.02.1945) |
|  | Категорія:Кавалери Лицарського хреста Залізного хреста                  | 3                                                                 |

## Бойовий склад 9-го гірського корпусу СС
Формування управління, забезпечення та підтримки
- 109-й корпусний батальйон зв'язку СС (SS-Korps Nachrichten-Abteilung (mot.) 109);
- топографічний відділ корпусу СС (SS-Korpskartenstelle (mot.);
- артилерійське командування (Artillerie-Kommandeur);
- 109-те управління постачання СС (SS-Nachschubtruppen 109);
- 509-й протитанковий батальйон СС (SS-Panzerjäger Abteilung 509);
- 509-й гірський артилерійський полк СС (SS-GebirgsArtillerie-Regiment 509);
- 509-й зенітний дивізіон СС (SS-Flak Abteilung 509);
- 509-й розвідувальний батальйон (SS-Aufklärungs-Abteilung 509);
- 509-й гірський інженерний батальйон СС (SS-Gebirgs Pioniere Bataillon 509);
- (SS-Kraftfahrer Kompanie 111 (Krfr. Kp.)4
- (SS-Kraftfahrzeuge Instandsetzung Zug);
- 509-й польовий лазарет СС (SS-Feldlazarett 509);
- 509-й санітарно-евакуаційний загін (SS-Krankenwagen Zug 509);
- моторизована фельдпошта СС (SS-Feldpostamt (mot.);
- моторизований взвод фельджандармерії СС (SS-Feldgendarmerie Trupp (mot.);
- моторизована рота охорони СС (SS-Korps Sicherheits-Kompanie (mot.)

- 7-ма добровольча гірська дивізія СС «Принц Ойген» (7. SS-Gebirgs-Division "Prinz Eugen");
- 13-та гірська дивізія СС «Ханджар» (13. SS-Gebirgs-Division "Handschar");
- 118-та єгерська дивізія (118. Jäger-Division);
- 369-та піхотна дивізія (369. Infanterie-Division).